# Tour de Gila
O Tour de Gila (oficialmente Silver City Tour of the Gila), é uma competição de ciclismo de estrada por etapas estadounidense para homens e mulheres, que se disputa no estado de Novo México.
A sua primeira edição foi em 1987 e desenvolve-se nas imediações da cidade de Silver City. A carreira integra o calendário nacional estadounidense e a competição masculina conta com 5 etapas, sendo três em estrada, uma contrarrelógio e um critérium. Todas as suas edições têm sido pontuáveis para a USA Cycling National Racing Calendar.
Depois de alguns problemas financeiros que fizeram perigrar a sua disputa em 2009, a partir desse ano entrou como patrocinador principal da carreira a empresa fabricante de componentes para biciclietas SRAM, tomando o nome de SRAM Tour of the Gila. Também recebeu um forte impulso como, depois de um acordo com a UCI em 2009 e 2010 puderam competir ciclistas renomeados como Lance Armstrong, Levi Leipheimer, Chris Horner, David Zabriskie e Tom Danielson, todos eles competindo com equipas amadoras. Em 2011, a participação de ciclistas de equipas UCI ProTeam foi proibida como tinha-se conseguido que a carreira se integrasse no UCI America Tour, dentro da categoria 2.2 (última categoria do profissionalismo), com o qual se convertia numa prova internacional, mas os organizadores não tiveram o financiamento suficiente e finalmente ficou fora do calendário. A partir de 2012, se tem sido incluída no calendário do UCI America Tour, dentro da categoria 2.2 e em 2013 mudou seu nome a Silver City Tour of the Gila.
A versão feminina sempre tem sido amador até 2015 que começou a ser profissional dentro da categoria 2.2 (última categoria do profissionalismo).

## Palmarés
| Ano                   | Vencedor           | Segundo            | Terceiro           |           |
| --------------------- | ------------------ | ------------------ | ------------------ | --------- |
| edições amador        |                    |                    |                    |           |
| 1987                  | Andy Bishop        |                    |                    |           |
| 1988                  | Gavin O'Grady      |                    |                    |           |
| 1989                  | John Lieswyn       |                    |                    |           |
| 1990                  | Andrew Miller      |                    |                    |           |
| 1991                  | Björn Bäckmann     |                    |                    |           |
| 1992                  | Kevin Livingston   |                    |                    |           |
| 1993                  | José Robles        |                    |                    |           |
| 1994                  | Andrew Miller      |                    |                    |           |
| 1995                  | Jonathan Vaughters |                    |                    |           |
| 1996                  | Burke Swindlehurst |                    |                    |           |
| 1997                  | Bart Bowen         |                    |                    |           |
| 1998                  | Burke Swindlehurst |                    |                    |           |
| 1999                  | Chris Wherry       |                    |                    |           |
| 2000                  | Eric Wohlberg      | Eddy Gragus        | Doug Ziewacz       |           |
| 2001                  | Scott Moninger     | Michael Creed      | Doug Ziewacz       |           |
| 2002                  | Chris Wherry       | Scott Moninger     | Danny Pate         |           |
| 2003                  | Andrew Miller      | Ubaldo Mesa        | Todd Wells         |           |
| 2004                  | Scott Moninger     | Michael Jones      | Davide Frattini    |           |
| 2005                  | Burke Swindlehurst | Ivan Stević        | Ubaldo Mesa        |           |
| 2006                  | Chris Baldwin      | Scott Moninger     | Burke Swindlehurst |           |
| 2007                  | Nathan O'Neill     | Chris Baldwin      | Scott Moninger     |           |
| 2008                  | Gregorio Ladino    | Burke Swindlehurst | Anthony Colby      |           |
| 2009                  | Levi Leipheimer    | Lance Armstrong    | Phil Zajicek       |           |
| 2010                  | Levi Leipheimer    | Tom Danielson      | Phil Zajicek       |           |
| 2011                  | Francisco Mancebo  | Dale Parker        | Lachlan Morton     |           |
| edições profissionais |                    |                    |                    |           |
| 2012                  | Rory Sutherland    | Chad Beyer         | Joe Dombrowski     |           |
| 2013                  | Philip Deignan     | Phillip Gaimon     | Francisco Mancebo  |           |
| 2014                  | Carter Jones       | Gregory Brenes     | Rob Britton        |           |
| 2015                  | Rob Britton        | Daniel Jaramillo   | Gavin Mannion      |           |
| 2016                  | Lachlan Morton     | Alexander Cataford | Rob Britton        |           |
| 2017                  | Evan Huffman       | Serghei Tvetcov    | Taylor Eisenhart   |           |
| 2018                  | Rob Britton        | Gavin Mannion      | Kyle Murphy        |           |
| 2019                  | James Piccoli      | Óscar Sevilla      | Nickolas Zukowsky  |           |
| 2020                  | cancelado          | cancelado          | cancelado          | cancelado |
| 2021                  | cancelado          | cancelado          | cancelado          | cancelado |
| 2022                  | Sean Gardner       | Matteo Dal-Cin     | Torbjørn Røed      |           |
| 2023                  | Alex Hoehn         | Óscar Sevilla      | Torbjørn Røed      |           |
| 2024                  | Tyler Stites       | Walter Vargas      | Wilmar Paredes     |           |

## Palmarés por países
| País           | Vitórias |
| -------------- | -------- |
| Estados Unidos | 21       |
| Canadá         | 4        |
| Colômbia       | 2        |
| Austrália      | 2        |
| Suécia         | 1        |
| Austrália      | 1        |
| Espanha        | 1        |
| Irlanda        | 1        |